# Романовский, Иван Васильевич
Иван Васильевич Романовский (1834—1893) — российский врач, доктор медицины.

## Биография
Родился 2 (14) августа 1834 года в семье наставника Владимирской духовной семинарии, который дослужился до чина, дававшего право на дворянство.
В 1850 году поступил казённым студентом на медицинский факультет Московского университета и в 1855 году окончил курс со степенью лекаря; обязанный отслужить известное число лет по назначению, 8-го мая 1855 года он был определён лекарем в Белозерский пехотный полк, находившийся тогда на театре военных действий в Крыму, где медицинской часть заведовал Н. И. Пирогов — этот факт, во многом определил специализацию Романовского в хирургии. Получив серебряную медаль за защиту Севастополя, а за Крымскую кампанию бронзовую медаль на Андреевской ленте, И. В. Романовский 24 августа 1861 года был перемещён на должность младшего ординатора в Замосцский военный госпиталь и в составе местного гарнизона находился в походе во время Польского восстания. В это период, 17 мая 1863 года он был переведён в Ивангородский крепостной полк, где за усмирение польского мятежа 8 июня 1865 года получил орден Св. Станислава 3-й степени.
После того как 22 сентября 1867 года он был прикомандирован с научной целью к Московскому университету, менее, чем через год, 3 июня 1868 года он уволился из военной службы и 13 января 1870 года определён в родной город на должность старшего врача Владимирской губернской земской больницы. А с 10 апреля 1872 года он стал также заведовать медицинской частью и в женской земской гимназии.
Прослужив во Владимире с небольшим четыре года, он 1 марта 1874 года был перемещён сверхштатным врачом при грудных отделениях Московского воспитательного дома, а 1 мая того же года был назначен исправляющим должность старшего врача в тех же отделениях. В это время он готовился к экзамену на степень доктора медицины, который к началу 1875 года он и сдал, а 24 мая того же года защитил диссертацию «О подтаранном вылущении и его значении сравнительно с другими способами отнятия стопы», которая обратила на себя внимание учёного сообщества. 26-го июня 1875 года Романовский был утверждён старшим врачом при Воспитательном доме. В сентябре 1876 года он в течение трёх месяцев находился на войне в Сербии. С 11 мая 1877 года работал в должности старшего ординатора (по хирургическому отделению) Императорской Екатерининской больницы в Москве, а затем назначен и в госпитальную клинику Московского Университета.
Во время своего отпуска, уже будучи в чине статского советника (с 13.03.1879) он случайно узнал об освободившемся во Владимире месте врачебного инспектора и был назначен на него 11 июля 1879 года; эту должность он занимал 14 лет, — до своего выхода в отставку 7 июня 1893 года, за месяц до смерти, последовавшей 17 (29) июля 1893 года.